# Naturresurse
Naturresurser eller naturressourcer er fysiske forekomster af materie og energi, der findes i naturen, eventuelt modificeret af menneskelig aktivitet (f.eks. agerdyrkning og husdyrbrug). Planter, dyr og mineraler er typiske naturresurser. Også naturfænomener som solens bestråling og varme, vind, tidevand og hele økosystemer er eksempler på naturresurser.
Alle menneskeskabte varer er i sidste ende fremstillet af naturresurser, der således udgør grundlaget for vores eksistens. Det gælder både helt basale produkter, der er nødvendige for overlevelse, som fødevarer, tekstiler og boligmaterialer, og alle andre forbrugsvarer.
Naturresurser opdeles ofte i fornybare resurser og ikke-fornybare resurser. Forskellen består i, om resursen er i stand til at regenerere sig selv (fornybare resurser) eller ikke. Planter og dyr er således fornybare resurser, mens minealer og fossile brændsler er ikke-fornybare (i hvert fald inden for en relevant menneskelig tidshorisont). En tredje kategori, der somme tider nævnes udskilt fra de fornybare resurser, er vedvarende (eller uudtømmelige) resurser som sol-, vind- og geotermisk energi. I modsætning til planter og dyr, som kan blive udryddet som følge af overudnyttelse af resursen, kan disse naturfænomener næppe påvirkes af mennesket.
Der er en del debat om udnyttelsen og eventuelt overforbrug af naturresurserne. For de ikke-fornybare resursers vedkommende må den årlige udvinding og forbrug af resurserne nødvendigvis falde på et tidspunkt. Fornybare resurser kan permanent udnyttes på et konstant niveau, men mangelfulde ejendomsrettigheder og/eller regulering kan i en del tilfælde medføre, at resursebestanden bliver inoptimalt lav og i værste fald forsvinder. Denne problemstilling betegnes Fælledens problem - eller mere dramatisk Fælledens tragedie. Det er derfor af stor vigtighed at forvalte naturresurserne - såvel de fornybare som de ikke-fornybare - fornuftigt. Dette er udgangspunktet for disciplinen resurseøkonomi.
Debatbogen Grænser for vækst skabte således en global diskussion i 1972, da den hævdede, at stigende mangel på naturresurser ville sætte en stopper for den økonomiske vækst. Også i dag sættes der jævnligt spørgsmålstegn ved, om den økonomiske vækst kan vare ved i lyset af naturresursernes begrænsninger. Det er i sidste ende et spørgsmål, om substitutionsmulighederne mellem naturens resurser og de menneskeskabte teknologiske fremskridt (den menneskelige viden) er tilstrækkelig store.

## Naturresurser og økologi
I økologiske sammenhænge tales om, at når et gode mangler, opstår der behov. For dyrene drejer det sig i store træk om de basale faktorer: ilt, vand og føde. For planterne drejer det sig om ilt, lys, CO2, vand og gødningsstoffer. Naturlige ressourcer er derfor de faktorer, der findes i miljøet på et sted, og som lægger grunden for den række af økologiske nicher, som arterne udfylder. I princippet vil der i enhver niche med uudnyttede, naturlige ressourcer før eller siden indfinde sig en art, som kan leve af netop de ressourcer.

## Øvrig litteratur
- Dieter Heinrich, Manfred Hergt (1992). Munksgaards atlas – økologi. København: Munksgaard. ISBN 87-16-10775-6.